# Cusqueño
 (mars 2022).
Le cusqueño (ou cuzqueño) est un ragoût de la cuisine bolivienne, plus précisément le plat emblématique de Punata, dans le département de Cochabamba.
Ce plat épicé à base de poulet est préparé avec de l'aji amarillo (poivre jaune), des œufs, du quesillo et du rosquete de Valle Alto. Il est accompagné de petits pois, de phuti de chuño et de pommes de terre bouillies,.